# John Lundberg (konstnär)
John-Gustaf Lundberg, född 22 mars 1909 i Göteborg, död 1998, var en svensk tecknare och målare.
Han var son till diversearbetaren Johan Edvin Lundberg och Anna Emelia Johansson och från 1954 gift med Anna Maria Peterson. Lundberg började sin konstnärsbana som autodidakt men kom senare att studera för Endre Nemes och Torsten Renqvist vid Valands målarskola i Göteborg 1953-1958 samt under studieresor till Nederländerna, Frankrike och Spanien. Separat ställde han bland annat ut i Trollhättan, Göteborg, Örebro, Jönköping och Köpenhamn. Han medverkade i samlingsutställningar med Dalarnas konstförening och i ett flertal utställningar i Göteborg. Bland hans offentlig arbeten märks en väggmålning för AB Göteborgshem. Han tilldelades Göteborgs stads kulturstipendium 1966 och Konstnärsnämndens kulturstipendium 1979. Hans konst består av stilleben, hamn och varvsbilder samt landskap utförda i olja, äggoljetempera eller gouache.  